# Sklep kolonialny

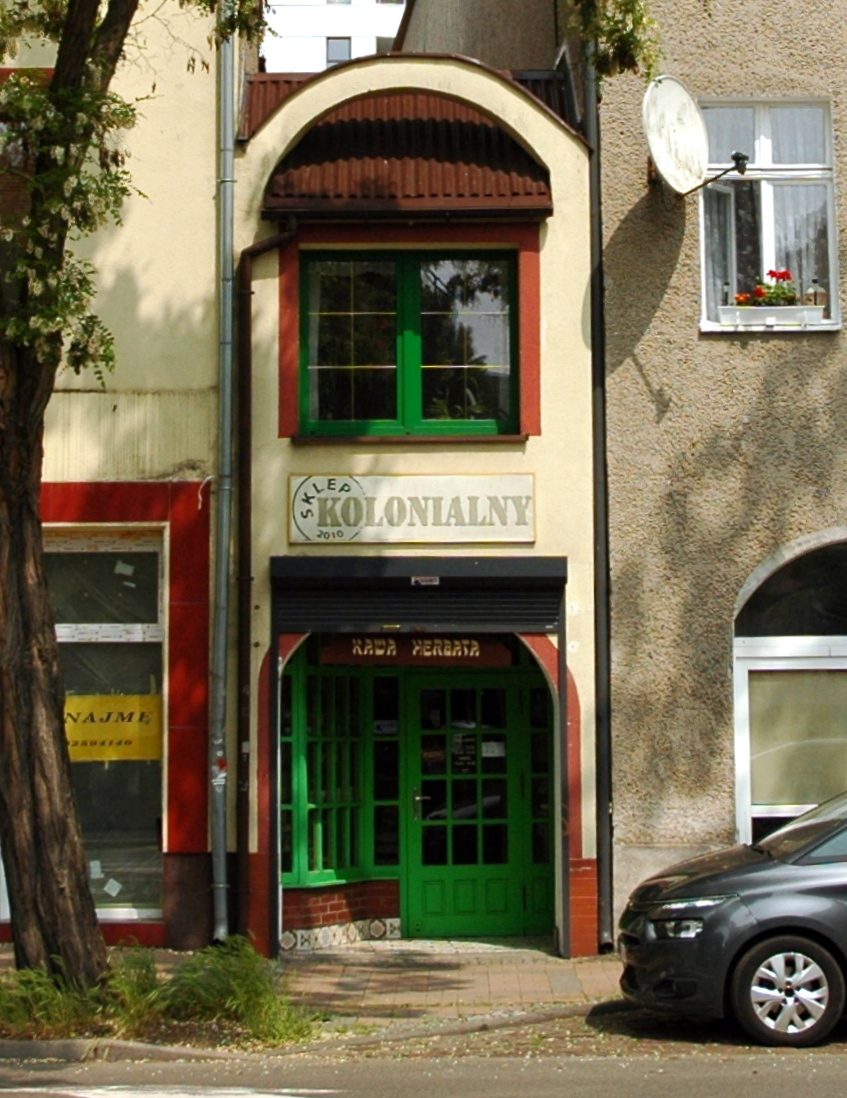
Sklep kolonialny w Świnoujściu

Sklep kolonialny – sklep z artykułami spożywczymi sprowadzanymi spoza Europy, m.in. z kolonii. Wśród towarów, które można w nich było nabyć znajdował się m.in. tytoń, a także owoce i warzywa. Często sklepy takie zlokalizowane były w prestiżowych lokalizacjach w centrach miast, jak np. w Krakowie, Szczecinie, Bydgoszczy czy Gdyni.